# Sägertalbach
Der Sägertalbach ist ein etwa 10 km langer Bach im Landkreis Garmisch-Partenkirchen in Oberbayern.

## Verlauf
Der Sägertalbach entsteht in einer kesselartigen Doline in den Ammergauer Alpen. Nach Verlassen der Doline fließt der Bach im Sägertal weitgehend geradlinig nach Osten, bevor an dessen Ausgang von links in die Linder mündet.